# Élections partielles canadiennes du 23 octobre 2017
Les élections partielles canadiennes du 23 octobre 2017 ont lieu dans deux circonscriptions : Sturgeon River—Parkland, en Alberta, et Lac-Saint-Jean, au Québec. Dans les deux cas, des députés conservateurs ont démissionné. À la suite des partielles, les conservateurs perdent un siège au profit des libéraux.

## Sturgeon River—Parkland

### Contexte
Rona Ambrose, cheffe intérimaire du Parti conservateur du Canada à la suite de la démission de Stephen Harper annonce sa démission une fois le nouveau chef élu.
À 26 ans, Dane Lloyd, conseiller politique, est désigné candidat conservateur dans ce qui est un fief du parti. Malgré une polémique révélant des propos sexistes qu'il a tenus sur les réseaux sociaux, il est largement en obtenant plus de 77 % des suffrages exprimés.

### Résultats
|  | Candidat         | Parti             | #     | %       |
|  | ---------------- | ----------------- | ----- | ------- |
|  | Dane Lloyd       | Conservateur      | 16125 | 77,36 % |
|  | Brian Gold       | Libéral           | 2508  | 12,03 % |
|  | Shawna Gawreluck | Néo-Démocrate     | 1606  | 7,70 %  |
|  | Ernest Chauvet   | Héritage Chrétien | 605   | 2,90 %  |
|  | Total            |                   | 20844 | 100 %   |

## Lac-Saint-Jean

### Contexte
Denis Lebel, élu depuis 2007 et ancien bras droit de Stephen Harper, annonce en juin 2017 son souhait de passer à autre chose, expliquant que dix ans de vie parlementaire l'ont « usé ». Il devient ensuite PDG du Conseil de l'industrie forestière du Québec.
Contrairement à la circonscription albertaine, celle-ci a un fort enjeu. Les conservateurs veulent affirmer leur ancrage dans la région de Québec quand les néodémocrates représentent la candidate de 2015, qui avait failli renverser Denis Lebel. Il s'agit du premier test électoral du parti depuis l'élection de leur nouveau chef Jagmeet Singh. Les libéraux parient sur la prise d'une circonscription qu'ils n'ont pas représentée depuis 1984 en investissant le maire de Dolbeau-Mistassini et le Bloc québécois veut également jouer sa carte dans ce qui fut le siège historique de Lucien Bouchard. Ils investissent Marc Maltais, syndicaliste, conseiller régional pour la Fédération des travailleurs et travailleuses du Québec  De par ces différents enjeux les chefs des différents partis viennent tous dans la circonscription.
Après un début de soirée mettant Maltais en tête, les résultats imposent finalement la victoire de Hébert, candidat libéral, le NPD est relégué en quatrième position.